# Autódromo Víctor Borrat Fabini
Das Autódromo Víctor Borrat Fabini ist eine Motorsport-Rennstrecke in Uruguay. Die Rennstrecke befindet sich bei El Pinar im Departement Canelones, etwa 30 km östlich der uruguayischen Hauptstadt Montevideo und ist die längste und wichtigste permanente Rennstrecke des Landes.

## Geschichte

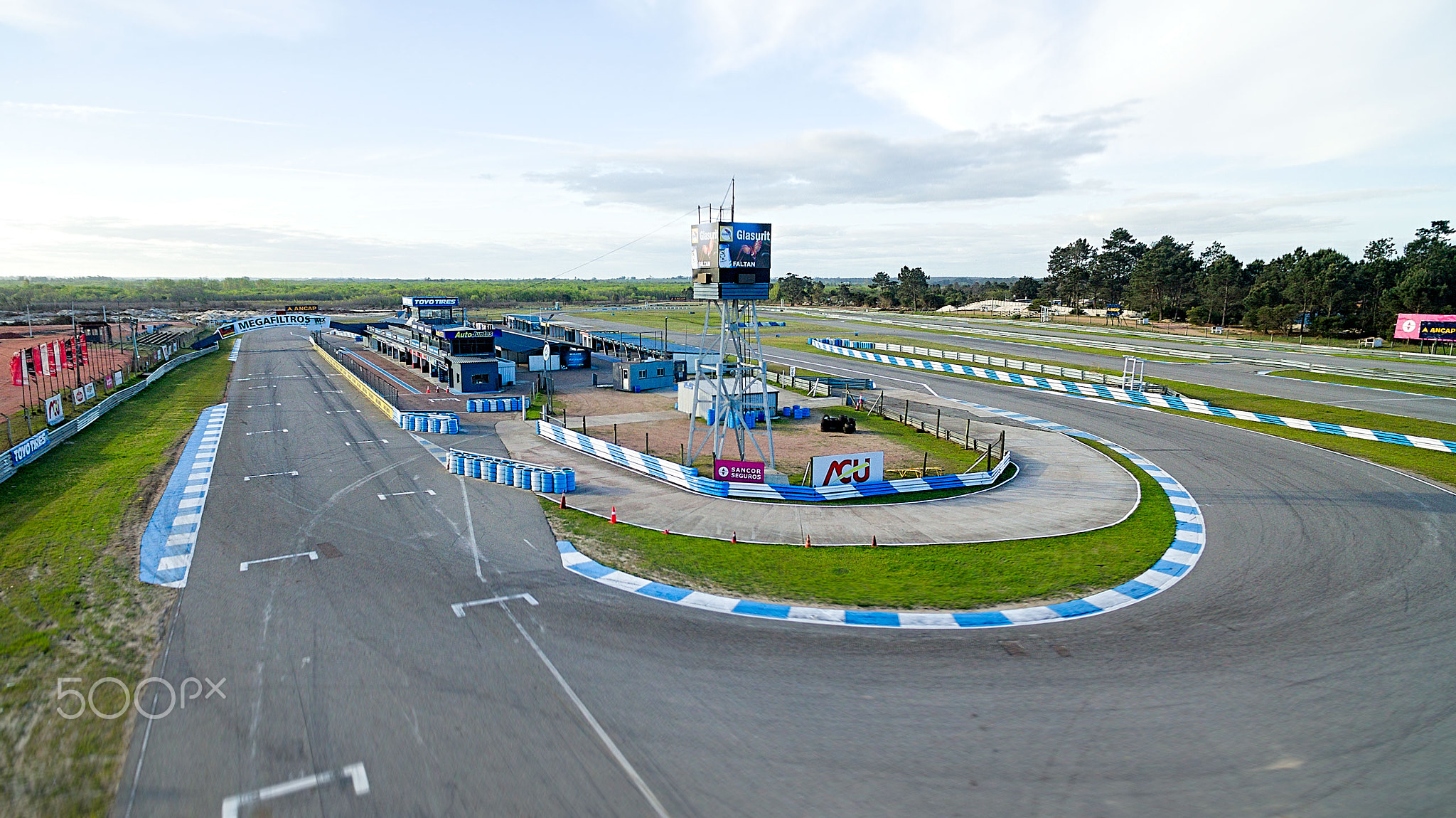
Autódromo Víctor Borrat Fabini

Die Strecke wurde im Oktober 1956 eröffnet und nach mehreren Umbauten zuletzt 2017 erweitert. 2023 erfolgte im Nordteil eine weitere Streckenerweiterung in Vorbereitung des Debüts der TCR World Tour.

## Veranstaltungen
Eine der wichtigsten Veranstaltungen sind die 6 Stunden von El Pinar. Seit 2023 ist der Kurs Bestandteil des Kalenders der TCR World Tour.

## Sonstiges
Insgesamt kann die Strecke in 37 verschiedenen Streckenvarianten konfiguriert werden. 